# Oltre l'ordine. 12 nuove regole per la vita
Oltre l'ordine. 12 nuove regole per la vita è un libro di auto-aiuto scritto dallo psicologo clinico e professore canadese Jordan Peterson.
Il libro, scritto durante la pandemia di COVID-19 e pubblicato nel 2021, è il seguito del best seller 12 regole per la vita. Un antidoto al caos.

## Descrizione

### Le 12 nuove regole
1. Non denigrare con leggerezza le istituzioni sociali o le imprese creative
2. Immagina chi potresti essere e mira con determinazione a diventarlo
3. Non nascondere nella nebbia le cose indesiderate
4. Ricorda che le opportunità si annidano laddove si è abdicato alle responsabilità
5. Non fare cose che detesti
6. Metti da parte l'ideologia
7. Impegnati al massimo su almeno una cosa e vedi che succede
8. Rendi una stanza della tua casa il più possibile bella
9. Se vecchi ricordi ti turbano ancora, scrivili con tutti i dettagli
10. Coltiva il tuo rapporto di coppia per preservarne il sentimento
11. Non lasciarti andare al risentimento, alla disonestà e all'arroganza
12. Sii riconoscente nonostante le sofferenze